# Синдром короткой кишки
Синдром короткой кишки (СКК) — это симптомокомплекс хронических расстройств, которые развиваются у больных в результате хирургического удаления большей части тонкой кишки, или при исключении тонкой кишки из процессов переваривания и всасывания, при образовании межкишечных свищей, или наложении анастомоза между высокими отделами тонкой кишки и толстым кишечником. В результате нарушения физиологического процесса пищеварения развиваются тяжелые клинические симптомы, проявляющиеся нарушением переваривания (мальдигестией), всасывания (мальабсорбцией), трофологической недостаточностью и вовлечением в патологический процесс других органов и систем.

## Эпидемиология
Распространенность синдрома короткого кишечника оценивать затруднительно, так как его проявления существенно варьируют по тяжести и не все случаи регистрируются медицинской статистикой. По некоторым оценкам, в европейских странах, распространенность тяжелых форм составляет 1,8-2 на 1 млн. населения.

## Патогенетические механизмы
Среди факторов, определяющих тяжесть состояния больных, выделяют следующие:

### Протяженность резекции
а) Частичная или ограниченная резекция, когда длина удаленного участка составляет менее 100 см; б) обширная резекция — удалено более 100 см; в) короткая кишка — протяженность сохраненной части тонкой кишки — менее 100 см.
При частичной резекции тонкой кишки течение заболевания — субклиническое. Обширная резекция тонкой кишки может приводить к развитию тяжелых пострезекционных нарушений.
Короткая кишка не дает возможности существовать без постоянной медикаментозной коррекции нарушений питания. Требуется парентеральное питание, специальное энтеральное питание и частые курсы стационарного лечения с длительной или постоянной инфузионной терапией.

### Локализация
а) Проксимальная, б) Дистальная. Выделяют проксимальный и дистальный резекционный синдром. Проксимальный резекционный синдром развивается при удалении части проксимального отдела тонкой кишки. Несмотря на то что большинство пищевых веществ всасывается в тощей кишке, диарея и метаболические нарушения при данном типе операции не столь резко выражены. В этих случаях компенсаторные функции берет на себя подвздошная кишка. Дистальный резекционный синдром означает резекцию части подвздошной кишки, где происходит всасывание витамина В12 и желчных кислот. Если у здорового человека 95 % желчных кислот реабсорбируются и только 5 % теряются с калом, то при резекции подвздошной кишки фекальные потери желчных кислот значительно возрастают. Неабсорбированные в тонкой кишке желчные кислоты в толстой кишке ингибируют всасывание и усиливают секрецию воды и электролитов, что является причиной водной диареи. Дистальная резекция встречается значительно чаще, чем проксимальная.

### Тип наложения анастомоза
При дистальной обширной резекции важное значение имеет сохранение илеоцекального клапана. В этом случае у больных значительно удлиняется время продвижения и соприкосновения химуса со слизистой оболочкой оставшейся части тонкой кишки. Постепенно развиваются адаптационные механизмы, способствующие повышению всасывательной способности сохраненных сегментов тонкой кишки. При наложении илеотрансверзоанастомоза и выключении илеоцекального клапана резко ускоряется транзит кишечного содержимого, создаются условия для бактериального обсеменения тонкой кишки. Другим фактором, отягощающим течение заболевания при обширной резекции подвздошной кишки и наложении илеотрансверзоанастомоза, является сохранение слепой кишки, образующей слепой карман, что также приводит к бактериальной пролиферации в тонкой кишке. Под влиянием кишечных бактерий в проксимальных отделах тонкой кишки в результате усиления процессов деконъюгации образуются свободные желчные кислоты, повреждающие слизистую оболочку. При этом концентрация конъюгированных желчных кислот, участвующих во всасывании липидов, снижается. Повреждение слизистой оболочки сопровождается уменьшением её энзиматической активности и нарушением всасывания всех пищевых веществ. В результате происходит повышение осмолярности кишечного содержимого за счет скопления неабсорбированных нутриентов.

## Клиническое течение
В течение заболевания можно выделить три периода: первый — послеоперационный период, продолжительностью около 2 месяцев, характеризуется обильной водной диареей с высокими потерями натрия, хлоридов, калия, магния, бикарбонатов, развитием тяжелых метаболических расстройств, нарушениями белкового, витаминного обмена, водно-электролитного баланса. Во втором периоде, в течение первого года после операции, наступает постепенная адаптация пищеварительного тракта: урежается стул, частично восстанавливаются нарушенные обменные процессы в организме. Однако сохраняются симптомы витаминной недостаточности, анемия, дефицит массы тела. Третий период характеризуется относительной стабилизацией состояния. В этом периоде могут проявиться осложнения в виде образования желчных и мочевых камней, язв желудка. Нередко сохраняется анемия. Любые интеркурентные заболевания, стрессовые ситуации, нарушения диеты могут привести к обострению диареи, развитию синдрома нарушенного всасывания.

## Принципы ведения лечения
Лечение и реабилитация пациентов после обширных резекций кишечника представляют трудную задачу.
Цель лечения пациентов с синдромом короткой кишки — обеспечить потребности организма в воде, электролитах и питательных веществах, при этом, по возможности, отдавая предпочтение оральному/энтеральному питанию перед парентеральным. Ведение пациентов командой специалистов позволяет предотвратить быстрое развитие дегидратации, снизить риск осложнений, связанных с КН и искусственным питанием (в частности, нарушений функции печени, септических осложнений), и повысить качество жизни пациентов.
При наиболее тяжелых формах (еюностома с отрезком сохранившейся части тощей кишки менее 50 см) жизненно необходимо обеспечить полное парентеральное питание и регидратацию. При относительно длинном сохранившемся отрезке тонкой кишки и сохранении пассажа по толстой кишке (тонко-толстокишечный анастомоз) режим питания и приема жидкости приближается к естественному.

### Особенности ведения пациентов с еюностомой
В отличие от пациентов с тонко-толстокишечным анастомозом, при еюностомии наблюдается выраженная потеря жидкости и электролитов, но отсутствуют проблемы, связанные с выраженной бактериальной ферментацией в толстой кишке. При ведении пациентов с еюностомой необходимо контролировать объём отделяемого через стому содержимого кишечника за сутки. Большой объём отделяемого может указывать на наличие нераспознанных инфекционных осложнений, частичной/преходящей обструкции кишечника, активного энтерита (например, клостридиального). Коррекция дефицита воды и электролитов. Потери через стому нарастают после приема жидкости и пищи, причем каждый литр отделяемого содержит ≈100 ммоль натрия. Если длина оставшейся части тощей кишки более 50 см, потеря калия является относительно небольшой (≈15 ммоль/л). Снижение калия может наблюдаться вследствие гиперальдостеронизма — вторично по отношению к потере натрия; гипокалиемия может быть также следствием гипомагниемии, ведущей к нарушению работы транспортных систем, контролирующих экскрецию калия. При гипокалиемии возникает риск нарушений сердечного ритма. Распространенной ошибкой служит рекомендация принимать внутрь большие объёмы гипотоничной жидкости для коррекции водно-электролитного обмена; это ведет к повышению объёма потерь через стому. Такой же эффект наблюдается при приеме гипертонических растворов глюкозы, напитков с сахарозаменителями, чая, кофе, алкоголя, фруктовых соков. Для пациентов с еюностомой оптимальным является прием регидратационных изотонических растворов с концентрацией натрия ≈90 ммоль/л (так как концентрация натрия в отделяемом из еюностомы составляет ≈100 ммоль/л). Состав растворов для регидратации в расчете на 1 л простой воды, рекомендованный ВОЗ, включает: натрия хлорида 60 ммоль (3,5 г); натрия бикарбоната (или цитрата) 30 ммоль (2,5 г или 2,9 г, соответственно); глюкозы 110 ммоль (20 г). Альтернативный состав: натрия хлорида 120 ммоль (7 г), глюкозы 44 ммоль (8 г). Примеры готовых растворов для пероральной регидратации, в целом соответствующих составу, рекомендованному ВОЗ — Регидрон, Оралит. Объём принимаемой внутрь гипотонической жидкости не должен превышать 500 мл/сут. Рекомендуется раздельный прием твердой и жидкой пищи (с интервалом не менее получаса). При большом объёме отделяемого из еюностомы (более 2 л) целесообразно на 2-3 дня исключить полностью употребление пищи и жидкости внутрь, что обычно ведет к уменьшению объёма потерь. Внутривенно вводят изотонический раствор в объёме 2-4 л/сут. Количество суточной мочи должно составлять не менее 800 мл, а концентрация натрия в моче — не менее 20 ммоль/л. Для поддержания нормального уровня калия в крови основное значение имеет коррекции баланса натрия и магния. При объёме отделяемого 1,5-2 л/сут. рекомендуют пить глюкозо-солевой раствор, а при приеме гипотоничной жидкости — подсаливание пищи (примерно 7 г, ≈2/3 чайной ложки поваренной соли в сутки). При пограничном объёме отделяемого (1-1,5 л/сут.) можно рекомендовать питье обычной жидкости в объёме менее 1 л и подсаливание пищи. Адекватная регидратация, позволяющая предотвратить развитие вторичного гиперальдостеронизма, — важнейший шаг в профилактике и коррекции гипомагниемии. Соли магния плохо абсорбируются из желудочно-кишечного тракта и могут вызвать усугубление диареи. При назначении внутрь предпочтение отдается оксиду магния в желатиновых капсулах на ночь, когда отмечается наиболее медленный кишечный транзит. Следует избегать избыточного содержание жира в пище. При недостаточной компенсации гипомагниемии добавляют 1–a–гидроксихолекальциферол[прояснить] в постепенно увеличивающейся дозе (0,25-9,0 мкг/сут.). При необходимости назначения магния сульфата парентерально он вводится вместе с раствором хлорида натрия. Коррекция белково-энергетической недостаточности при еюностоме подразумевает подбор диеты, содержащей жиры в виде триглицеридов, углеводы — в виде полисахаридов, что предотвращает повышение осмолярности пищи. Желательно, чтобы концентрация натрия хлорида в пище составляла 90-120 ммоль/л. Назначение элементарной диеты (содержащей питательные вещества в легко ассимилируемой форме — в виде аминокислот, олигопептидов, глюкозы, микроэлементов, декстринов, витаминов) не имеет преимуществ, наоборот, она способствуют повышению осмолярности пищи и содержит мало натрия.
Лекарственные средства, подавляющие кишечную моторику и секрецию. При недостаточной эффективности перечисленных мер прибегают к лекарственным средствам, снижающим объём отделяемого за счет угнетения моторики и/или секреции.
В программу лечения диареи при синдроме короткого кишечника и кишечных стомах входят агонисты периферических опиоидных рецепторов кишечника (лоперамид, кодеина фосфат, дифеноксилат). Препараты этого класса замедляют пассаж содержимого по кишечнику за счет угнетения пропульсивных и стимуляции сегментарных сокращений. Соответственно, возрастает степень абсорбции воды и электролитов. Агонисты опиоидных рецепторов также непосредственно снижают секрецию воды и электролитов и повышают тонус илеоцекального и анального сфинктеров.

### Особенности ведения пациентов тонко-толстокишечным анастомозом
При ведении пациентов с тонко-толстокишечным анастомозом в ближайшие 6 мес. после операции, учитывая наклонность к желудочной гиперсекреции, следует назначить антисекреторные средства. При приеме пищи через рот следует учитывать, что 50 % энергии и более может не усваиваться из-за нарушений всасывания, поэтому энергетическая ценность пищи должна быть повышена; показано кормление в ночные часы. При недостаточном эффекте следует присоединить парентеральное питание в течение нескольких недель, месяцев.
Поступление длинноцепочечных жирных кислот в толстую кишку провоцирует ускорение транзита, снижение всасывания воды и тем самым усугубляет диарею. Жирные кислоты угнетают деятельность бактерий, ферментирующих углеводы, и связывают кальций, цинк и магний. Последнее способствует нарастанию диареи, всасыванию окасалатов и повышению риска уролитиаза. При подборе диеты следует отдавать предпочтение включению триглицеридов со средней и короткой длиной цепи, способных всасываться как в тонкой, так и в толстой кишке, например продуктов на основе кокосового и пальмового масел, питательных смесей «Пептамен», «Клинутрен». Углеводы в диете таких пациентов должны быть представлены преимущественно полисахаридами (в составе киселей, каш и супов из гречневой, овсяной, перловой, пшенной, кукурузной круп, картофельного пюре, заварного несладкого и нежирного крема). Прием большого количество моно- и олигосахаридов несет риск лактатацидоза в результате гиперпродукции молочной кислоты тонкокишечными лактобациллами и микрофлорой толстой кишки при pH кала выше 6,5. При сохраненной толстой кишке существенные нарушения водно-электролитного баланса наблюдаются редко. В случае снижения содержания натрия в течение дня рекомендуется принимать внутрь изотонический глюкозо-солевой раствор в количестве, определяемом степенью дегидратации (обычная физиологическая потребность составляет около 30 мл/кг массы). В большинстве случаев бывает необходимым поддерживающее лечение витамином В12, препаратами селена. У некоторых больных возникает необходимость возмещения дефицита цинка, эссенциальных жирных кислот, жирорастворимых витаминов А, Е, D, К. Диарея при синдроме короткого кишечника носит преимущественно характер осмотической и отчасти гиперсекреторной и гиперкинетической, обусловленной нарушением секреции гастро-интестинальных гормонов. При уменьшении объёма потребляемой через рот пищи диарея регрессирует, и в ряде случаев может потребоваться временное парентеральное питание. Принципы медикаментозного лечения диареи сходны с таковыми при еюностомии: назначение лоперамида в дозе 2-8 мг за полчаса до приема пищи, кодеина фосфата в дозе 30-60 мг перед едой. Если резецированы 100 см и более терминальной части подвздошной кишки и в развитие диареи вносит вклад мальабсорбция желчных кислот, целесообразно назначение холестирамина. У пациентов с тонко-толстокишечным анастомозом зафиксированы эпизоды спутанности сознания, причинами которых могут послужить снижение содержания магния (<0,2 ммоль/л), дефицит тиамина (синдром Вернике — Корсакова, основными проявлениями которого служат грубые нарушения памяти, расстройства координации в сочетании с полинейропатией), лактатацидоз и гипераммониемия вследствие дефицита цитруллина. Лечение заключается в коррекции дефицита магния, назначении тиамина, промежуточного продукта цикла синтеза мочевины — аргинина, антибиотиков широкого спектра; в отдельных случаях показано временное парентеральное питание. Снижение риска желчнокаменной и мочекаменной болезни. Частота образования кальциево-билирубиновых желчных камней после операций на кишечнике достигает 45 %. Вероятная причина холелитиаза у этих больных — снижение активности (отсутствие) энтерогепатической циркуляции билирубина и стаз желчи в желчном пузыре и желчевыводящих протоках. Профилактика включает предпочтительно энтеральное питание, введение холецистокинина, назначение урсодеоксихолевой кислоты, подавление избыточного роста кишечных бактерий. Некоторые хирурги при масштабной резекции тонкой кишки предпочитают проводить профилактическую холецистэктомию. Риск формирования оксалатных мочевых камней и нефрокальциноза после резекции тонкой кишки достигает 25 %. Для профилактики уролитиаза следует не допускать развития дегидратации, исключать продукты, богатые оксалатами, обогащать рацион триглицеридами со средней длиной цепи и кальцием (питание по типу диеты № 5).

## Хирургическое лечение
Благодаря современной нутриционной поддержке теперь достигается долгосрочное выживание многих пациентов с СКК, которые ранее не выживали. Однако вследствие высокой стоимости полного парентерального питания (более 50 000 USD в год), ослабления работоспособности и социальной активности, необходимости в повторной госпитализации применяются хирургические методы лечения с целью повышения всасывающей способности кишечника у пациентов с СКК. К сожалению, ни одна из них не является в достаточной степени безопасной и эффективной для того, чтобы рекомендовать её в качестве рутинного метода.
Одним из наиболее перспективных и оправданных методов хирургического лечения является трансплантация тонкой кишки, которая представляет существенные трудности из-за высокой частоты развития септических осложнений и низкой выживаемости пациентов. Осложнения обусловлены временной потерей защитных функций развитой иммунной системы собственной слизистой кишки и наличием нестерильной среды внутри просвета трансплантируемой кишки. Сегодня трансплантация тонкой кишки ассоциируется с выживаемостью в течение года 80 % больных, в течение 5 лет — 50 % пациентов, причем в большинстве случаев без парентерального питания. Качество жизни сравнимо с таковым при неосложненной кишечной непроходимости. Так же предложены альтернативные хирургические методы, позволяющие замедлить перистальтику, в частности реверсия короткого сегмента тонкой кишки, суть которой заключается в «повороте» участка кишечника, который начинает сокращаться в ретроградном направлении, однако эффективность данной методики требует изучения.

## Особенности у детей
У детей заболевание бывает врожденным (проявляется с первых дней жизни) или приобретенным. Болезнь часто диагностируется у новорожденных, появившихся на свет раньше срока, с низкой или критической массой тела. Массивная резекция кишечника в детском возрасте связана с рядом других причин:
- воспаление стенок органа, сопровождающееся их отмиранием;
- порок развития тонкого кишечника, связанный с внутриутробным нарушением брыжеечного кровоснабжения плода;
- дефект брюшной стенки с выпадением кишки;
- мекониальная кишечная непроходимость осложненной формы.

У детей старшего возраста патология связана чаще с заворотом кишок и травмами. Основной симптом болезни – выраженная мальабсорбция. В отличие от взрослых, у малышей тонкая кишка способна расти и восстанавливаться гораздо активнее. Прогноз при детской патологии более благоприятный, нежели у взрослых, особенно если нет сопутствующих заболеваний. Основная задача лечения – достижение полного адекватного энтерального питания. Для каждого больного подбирается индивидуальная терапия, направленная на увеличение интенсивности абсорбции и купирование патологических признаков. Для обеспечения нормального роста, развития в лечебных и реабилитационных целях используется парентеральное питание. В зависимости от возраста, состояния больного, степени тяжести болезни может проводиться хирургическое вмешательство, направленное на замедление кишечного транзита или удлинение органа.